# Băița de sub Codru
Baita de sub Codru là một xã thuộc hạt Maramureș, România. Dân số thời điểm năm 2002 là 1943 người.